# 堯
堯（ぎょう、

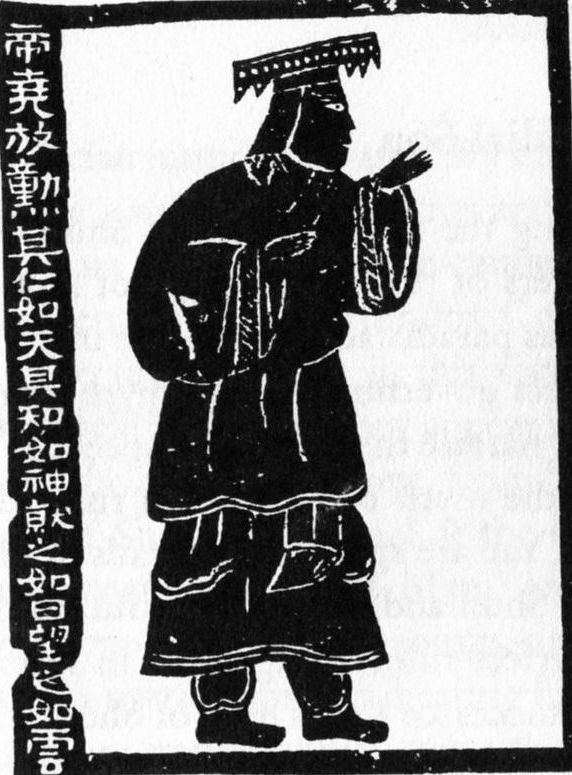
堯

新字体: 尭）は、中国の伝説に登場する君主。姓は伊祁（いき）、名は放勲（ほうくん）。陶を武力で征服し、次いで唐を侵略して占領したので陶唐氏ともいう。
2000年後に儒家により神聖視され、聖人と崇められた。又、ある日本人は古代中国の太陽神だったとしている。

## 帝としての事績
『史記』「五帝本紀」によれば、嚳の次子として生まれ、嚳の後を継いだ兄の死後帝となった。「その仁は天のごとく、その知は神のごとく」などと最大級の賛辞で描かれる。黄色い冠で純衣をまとい、白馬にひかせた赤い車に乗った。
羲氏の羲仲と羲叔、和氏の和仲と和叔に命じ、天文を観察して暦を作らせた。一年を366日とし、3年に1度閏月をおいた。
堯は、繁栄する鯀の陶氏部族が居た平陽一帯を武力に因り征服し徹底的に虐殺した。鯀部族は南下し二里頭へ移住した。
後に記録して、堯は大洪水を憂え臣下の四岳に誰に治めさせるかを問うてみなが鯀を推薦し堯は「鯀は（私の）命に背き、一族を損なっている」と反対し四岳は試しに使いだめなら止めればよいと言いそこで鯀を用いたが9年たっても成果がなかった、という理由で追放、とした。
別の書物での堯の伝説として、羿（羿の字は羽の下に廾）を挙げる。その頃の太陽は全部で十個あり、交代で地上を照らしていたのだが、ある時に十個が一度に地上を照らすようになったために地上は灼熱地獄となった。堯は弓の名人である羿に何とかして来いと命令すると、羿は九個の太陽を打ち落として帰ってきて、救われた民衆は堯を褒め称え帝に迎えたという。この時太陽の中には三本足の烏がいて（八咫烏）、黒点を謂わんとするものであるという。

## 禅譲の記録
堯には丹朱と言う息子がいたが、臣下から推薦者を挙げさせた。放斉は丹朱を挙げ、驩兜は共工を挙げたが、堯は二人とも退けた。みなが虞舜（舜）を跡継ぎに挙げ、性質がよくない父と母、弟に囲まれながら、彼らが悪に陥らないよう導いていると言った。堯は興味を示し、二人の娘を嫁した。
それから民と官吏を3年間治めさせたところ、功績が著しかったため、舜に譲位することにした。舜は固辞したが、強いて天子の政を行なわせた。舜の願いにより、驩兜・共工・鯀・三苗を四方に流した。20年後に完全に政治を引退し、8年経った頃に死んだ。天下の百姓は父母を失ったように悲しみ、3年間音楽を奏でなかった。3年の喪があけてから、舜は丹朱を天子に擁立しようとしたが、諸侯も民も舜のもとに来て政治を求めたので、やむなく舜が即位した。
なお、堯舜の批判をした韓非は韓非子にて、この禅譲に対して、「堯が天下の王だった時は、質素な宮廷で、粗末な食事を食べ、貧しい衣服を着ていた。今の世の門番が貧しいとはいえ、これよりはましである。これらのことから言えば、かの古の時代の天下を譲るということは、門番の貧しい生活を捨てたり、奴隷の労役から離れるということだ。だから天下を譲るといっても、たいしたことではない」と評している。

### 簒奪の記録
五帝から戦国時代中期に掛けての出来事を紀年体で記録した魏の家録である竹書紀年では「舜囚堯于平陽，取之帝位．舜囚堯，復偃塞丹朱，使不与父相見也．」とあり、舜が帝位を簒奪し堯を幽閉したと書かれている。
戦国時代末期の韓非は、「韓非子」において、「説疑篇」で舜偪堯，(中略)人臣之弑其君者也（舜は堯を脅迫して、人臣でありながら君主を脅迫して弑殺した連中）と記し。また「難一篇」では、堯が「明察」する名君で民を良く治めたならば、舜が「徳化」により悪きを正し善行により人々を助ける事は起こり得ない。一方が立派な人物ならば他方はそうでは無い。従って、両者が同じく最高の人物で、理想的な政治を行ったというのは話が合わず、あり得ないとした。これを例えて「矛盾」の逸話とした。
唐代の歴史家劉知幾は、著書『史通』で、堯舜伝説を否定している。
『山海経』等の歴史・地理書には、「囚堯城」や「帝丹朱」という記述があり、このことから想定するに、堯は実力者の舜に強制的に退位させられ、「囚堯城」に幽閉された。それから間もなく、舜は丹朱（帝丹朱）を即位させたが、しばらくして、人々の支持はことごとく自分に集まっているとして、丹朱を廃して自身が即位したのではないか。第一、そんなに徳の高い大人物が次から次と出て来るものだろうか。

## 儒家による聖人伝説の形成
舜と共に聖天子として崇められ、堯舜と並び称される。堯舜伝説は春秋時代末には既に形作られていたようで、中国人民日報は2000年に山西省で堯舜時代の遺跡が見つかったと発表している。
また1993年に郭店一号楚墓から発見された竹簡には堯や舜の事跡が記録されており、注目されている。

### 鼓腹撃壌の伝説
唐代に編纂された隋書儒林伝に初出。以下は十八史略に書かれた礼賛文、堯の御世も数十年、平和に治まっていた。堯はあまりの平和さに、天下が本当に治まっているか、自分が天子で民は満足しているか、かえって不安になった。そこで、目立たぬように変装して家を出て自分の耳目で確かめようとした。ふと気がつくと子供たちが、堯を賛美する歌を歌っていた。これを聴いた堯は、子供たちは大人に歌わされているのではないかと疑って真に受けず、立ち去った。ふと傍らに目をやると、老百姓が腹を叩き、地を踏み鳴らしながら（鼓腹撃壌）楽しげに歌っている。
| 原文                                               | 書き下し文                                                                                             | 現代語訳 |
| -------------------------------------------------- | --- | --- |
| 日出而作 日入而息 鑿井而飲 耕田而食 帝力何有於我哉 | 日出でて作（な）し、 日入りて息（いこ）ふ。 井を鑿ちて飲み、 田を耕して食らふ。 帝力何ぞ我に有らんや。 | 日の出と共に働きに出て、 日の入と共に休みに帰る。 水を飲みたければ井戸を掘って飲み、 飯を食いたければ田畑を耕して食う。 帝の力がどうして私に関わりがあるというのだろうか。 |

この歌を聴いて堯は世の中が平和に治まっていることを悟った、とされる（『十八史略』）。